# Stråkenloppet
Stråkenloppet var en längdskidåkningstävling i södra Sverige, som under 1940-talet lockade flera deltagare. Tävlingen återuppstod 2002, efter att i flera år ha legat i dvala. och blev senare en av Sveriges större skidtävlingar, efter Vasaloppsveckan.
Stråkenloppet kunde genomföras nästan varje år fram till 2023, men inför 2024 beslutades det att arrangemanget återigen skulle läggas på is. Hur och när tävlingen kan komma att återuppstå är i dagsläget oklart.

## Vinnare

### Herrar
| År              | Herrar                           | Damer                              |
| --------------- | -------------------------------- | ---------------------------------- |
| 2002            | ?                                | ?                                  |
| 26 januari 2003 | Anders Sörensson, Tanums IF      | ?                                  |
| 4 januari 2004  | Simon Wass, IFK Mora             | ?                                  |
| 30 januari 2005 | Christian Olsson, Tranemo IF     | Maria Magnusson, Myssjö-Ovikens IF |
| 29 januari 2006 | Dan Moberg, Ulricehamns IF       | Maria Magnusson, Myssjö-Ovikens IF |
| 28 januari 2007 | Dan Moberg, Ulricehamns IF       | Sandra Hansson, Uddevalla SK       |
| 2008            | inställt                         | inställt                           |
| 25 januari 2009 | Dan Moberg, Ulricehamns IF       | Maria Gustafsson, IK Stern         |
| 24 januari 2010 | Dan Moberg, Ulricehamns IF       | Madeleine Bergqvist, IK Stern      |
| 23 januari 2011 | Dan Moberg, IFK Skövde           | Kristina Roberto, Karlslunds IF    |
| 29 januari 2012 | Erik Wickström, Ulricehamns IF   | Karin Nilsson, IFK Umeå            |
| 27 januari 2013 | Markus Johansson, Ulricehamns IF | Fia Jobs, Ski Team Skåne           |
| 26 januari 2014 | Marcus Johansson, Ulricehamns IF | Catharina Ramhult, Borås SK        |

### Fotnoter
1. ↑  ”Stråkenloppet”. Stråkenloppet. Arkiverad från originalet den 3 februari 2014. https://web.archive.org/web/20140203023357/http://www.strakenloppet.se/om-strakenloppet/allt-om-strakenloppet/. Läst 28 januari 2014.
2. ↑  ”Långloppskalendern 2013-14”. Skidspår. http://www.skidspar.se/nyhetsbrev/langlopp/langloppskalendarium.htm. Läst 28 januari 2014.
3. ↑  ”Stråkenloppet – Mullsjö SOK”. Mullsjö SOK. https://msok.se/strakenloppet/. Läst 6 januari 2025.